# Barbara Grier
Barbara Grier (Cincinnati, 4 de noviembre de 1933-Tallahassee, 10 de noviembre de 2011) fue una escritora y editora estadounidense, conocida por ser cofundadora de Naiad Press, una de las primeras empresas editoriales dedicadas a la literatura lésbica y feminista, y por ser la escritora y editora de The Ladder, bajo el pseudónimo de Gene Damon.

## Trayectoria
Nacida en Ohio, hija de Dorothy Vernon Black, una secretaria, y Felipe Strang Grier, un médico, se crio en varias ciudades del medio oeste de Estados Unidos. Dijo salir del armario como lesbiana a los 12 años de edad y pasó su vida buscando tanta información acerca de la homosexualidad femenina como pudo. Sus padres se divorciaron cuando ella tenía 13 años de edad. Grier fue a la biblioteca para descubrir más acerca de las lesbianas después de observar que sus propias pautas de comportamiento eran diferentes a las de sus amigos. Cuando le dijo a su madre que era homosexual, su madre le respondió: "No, como eres una mujer, eres lesbiana. Y a los 12 años de edad se es demasiado joven para tomar esa decisión, esperemos seis meses antes de decirlo a los periódicos". Ella comenzó a coleccionar libros cuando su madre le regaló un ejemplar de El pozo de la soledad de Radclyffe Hall, cuando tenía 16 años.
Poco después de que Grier se graduara de la secundaria, en 1951, conoció a Helen Bennett en una biblioteca pública. Pasaron 20 años juntas viviendo en Denver, Colorado mientras Bennett trabajaba en la biblioteca de una escuela, luego de mudarse a Kansas City ambas trabajaron en bibliotecas públicas.

## The Ladder
Grier comenzó a escribir reseñas de libros en The Ladder, una revista editada por los miembros de Daughters of Bilitis, poco después de suscribirse a ella en 1957. Usó múltiples seudónimos en sus escritos, como Gene Damon, Lennox Strong, Vern Niven, más a menudo en críticas en literatura en la que las lesbianas eran personajes o participaban del argumento.
Grier se hizo cargo de la edición de The Ladder en 1968, con el objetivo de ampliar la revista para incluir a ideales más feministas. La revista obtuvo un diseño más profesional y elegante, y un aumento de más de 40 páginas cuando la media anterior bajo los editores anteriores era de 25, y triplicó el número de suscripciones. Ella describió su papel en la edición de la revista, En 1968, me convertí en editora de The Ladder, y tuve que escribir trescientas cartas por semana, editar la revista, ejecutar una plantilla de quince personas repartidas por todo el mundo, mantener un trabajo de medio tiempo, mantener la casa, leer libros, y escribir mi columna, "Lesbiana". Grier también eliminó la palabra "lesbiana" de la portada, después de haber sido colocada allí en 1963, en un intento de llegar a las mujeres en general.
La tenencia de Grier se llevó a cabo en momentos en que Daughters of Bilitis estaban en conflicto acerca de la dirección de la organización. Los fundadores de DOB tendían a fomentar una postura más asimilacionista para la organización, y entró en conflicto directo con las lesbianas más radicales y separatistas, incluyendo a Grier. Cuando la DOB cerró en 1970, Grier, que fue la editora de la revista desde Kansas City, planearon con la presidenta de DOB, Rita LaPorte, tomar los dos únicos ejemplares de la lista de suscripción, con el fin de mantener a The Ladder con vida. LaPorte tomó las dos copias con el desconocimiento de los fundadores de DOB, Phyllis Lyon y Del Martin, y trasladaron la revista a Reno, causando un gran revuelo. The Ladder se publicó durante dos años más, hasta que no pudo mantenerse económicamente, y cerró definitivamente en septiembre de 1972.

## Naiad Press
Grier había estado en una relación con Helen Bennett por 20 años, cuando la bibliotecaria Donna McBride se enamoró de ella. Grier dejó Bennett por McBride y aseguró que fue la única decisión por la que alguna vez se había angustiado.
Grier y su socia, Donna McBride, empezaron a publicar Naiad Press con el apoyo y la insistencia de dos editores de The Ladder, Anyda Marchant y Crawford Muriel, en 1973. Su primera obra publicada fue un escrito de Marchant, bajo el seudónimo de Sarah Aldridge. Náyade se publicó desde Kansas City hasta 1980 cuando se trasladó a Tallahassee, Florida. Ambas continuaron trabajando a tiempo completo hasta 1982, cuando se dedicó todo su tiempo a la empresa editora.
Los autores representados por Náyade incluyen Valerie Taylor, Katherine V. Forrest, Jane Rule, la reimpresión de Ann Bannon, Beebo Brinker Chronicles, y Gale Wilhelm, a quien Grier pasó varios años tratando de localizar para sacarlo de la oscuridad. Uno de los artículos más controvertidos fue Monjas Lesbianas: Rompiendo el silencio, una obra de no-ficción que fue prohibida en Boston y criticada por la Iglesia católica. Penthouse Forum publicó una serie del libro y convirtió a Naiad en una publicación conocida internacionalmente.
Grier utilizó su extensa colección de literatura lésbica, lo que calificó de "Lesbiana" a Naiad. En 1994, la compañía contaba con una plantilla de 8 personas y proyectó ventas por 1,8 millones de dólares en EE. UU. En 1992, Grier y McBride donaron toda la colección Naiad a la Biblioteca Pública de San Francisco, que consistió en un camión remolcado lleno de 14.000 libros estimados en 400.000 dólares estadounidences. Trabajó con Jeannette Howard Foster y Marion Zimmer Bradley para recopilar la mayor colección de libros con temas lésbicos en el idioma inglés, la llamaron The Lesbian in Literature. Los libros fueron clasificados de la A, a la D, haciendo referencia a la importancia de los personajes lésbicos en la trama, y T, lo que indicaba que el libro era "basura" (inglés: trash).
Grier y McBride vendieron el fondo editorial de Naiad a Bella Books en 2003.

## Muerte
Barbara Grier murió de cáncer en Tallahassee el 10 de noviembre de 2011, a los 78 años.